# Florian Śmieja
Florian Ludwik Śmieja (Kończyce, 22 de agosto de 1925-4 de septiembre de 2019) fue un poeta, hispanista, editor y traductor polaco.

## Biografía
En Gran Bretaña desde 1944, estudió en el University College Cork, en la National University of Ireland (Bachelor of Arts en 1950) y en el King’s College, University of London (Master of Arts en 1955); se doctoró en Filosofía en 1962. Fue profesor asistente en Praga, en la School of Slavonic and East European Studies (1950-54) y en la London School of Economics 1958-63 (1958-60); allí fue titular entre 1960 y 1963; luego estuvo en la Universidad de Nottingham (1963-69); de allí marchó a Canadá, donde fue profesor de la University of Western Ontario en London, Ontario; escribió poesía inspirada en el exilio: Czuwanie u drzwi (Buscando el umbral, 1953), Powiklane sciezki (1964), Kopa wierszy (1981) y los ensayos Siedem rozmow o poezji (Siete conversaciones sobre poesía, 1990). Publicó numerosos estudios en Slavonic Review, Queens Slavic Papers, Modern Language Review, Philological Quarterly, Bulletin of Hispanic Studies, Revista de Literatura, Hispanófila, Hispanic Review, Estudios Segovianos, Archivo Hispalense, Estudios, Revista Canadiense de Estudios Hispánicos, Kwartalnik Neofilologiczny, Pamiêtnik Literacki etc. 
Localizó una edición de La Fontana de Oro de Galdós en Leipzig que se desconocía y estudió la recepción de Pedro Calderón de la Barca en Polonia. Trabajó como editor y traductor en la Editorial Silcan House, de Mississauga, Canadá, y él mismo hizo ediciones de teatro clásico, en particular de piezas de Agustín Moreto y de Cervantes; también trabajó en la edición de la Diana, novela pastoril de Alonso Pérez que continúa la novela del mismo título de Jorge de Montemayor.
Preparó antologías de poetas polacos, de teatro hispanoamericano y de poesía arábigoandaluza; tradujo del portugués y el español al polaco, por ejemplo las Leyendas de Bécquer y la Historia del abencerraje y de la hermosa Jarifa (Abencerraje i piękna Haryfa, Kraków: WL, 1965), así como obras de Juan Ramón Jiménez, Mariano Azuela y Luis Martín Santos, entre muchos otros trabajos.

## Poesía
- Czuwanie u drzwi, Londyn: Pol. Tow. Lit., 1953.
- Powikłane ścieżki, Londyn: Ofic. Poetów i Malarzy, 1964.
- Kopa wierszy, London, Kanada: Silcan, 1981.
- Wiersze, Kraków: WL, 1982.
- Jeszcze wiersze, London, Kanada: Silcan, 1984.
- Przezorność czasu, London, Kanada: Silcan, 1992.
- Ziemie utracone, London, Kanada: Silcan, 1994.
- Mały wybór wierszy, Wrocław: Wrocł. Ofic. Naucz., 1994.
- Wśród swoich, Mississauga, Kanada: Silcan, 1998
- Wiersze wybrane, Katowice: Śląsk, 1998
- Niepamiętanie, Mississauga, Kanada: Silcan, 1999
- Bezrok, Mississauga, Kanada: Silcan, 2001.
- Nad Jeziorem Huron, Mississauga, Kanada, Silcan, 2002
- Późne notacje, Toruń, Marszałek, 2006.

## Ediciones
- Agustín Moreto, El lego del Carmen, Salamanca: Anaya, 1970.
- Agustín Moreto, Antes morir que pecar, London, Kanada: University of Western Ontario, 1992.
- Miguel de Cervantes, El rufián dichoso, Zaragoza: Ebro, 1977.